# 马绍尔群岛国旗
马绍尔群岛国旗为长方形，长宽比例为19:10，设计者为当时的总统夫人艾米利安·卡布阿（Emlain Kabua），於1979年5月1日獲得自治地位時启用。
藍底代表太平洋，兩條相鄰的白色 （代表日出和和平）和橙色帶子 （代表日落和勇氣）從左下角開始往右上角逐漸加寬。左上方一顆24角星代表該國的選區數目，當中四個較長的角代表了該國四個文化中心（马朱罗、贾卢伊特环礁、沃杰环礁、埃贝耶岛）。整面旗幟說明了該國位於赤道以北。

## 历史
曾使用過聯合國旗、美國國旗和太平洋群島托管地旗。

## 歷史旗幟

美国太平洋島嶼托管地旗 1965-1979 比例 10:19
联合国会旗 1947-1965 比例 2:3
美國國旗（马绍尔群岛） 1944-1959 比例 10:19
美國國旗（马绍尔群岛） 1959-1960 比例 10:19
美國國旗（马绍尔群岛） 1960-1979 比例 10:19